# 천다이쑨

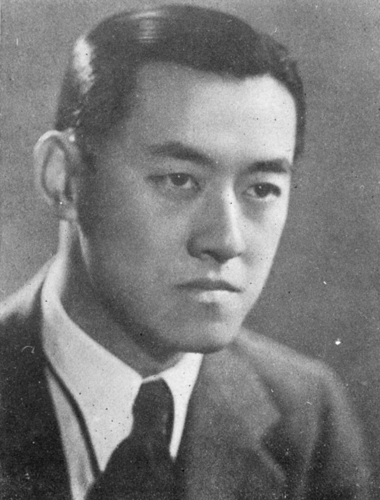

천다이쑨(진대손, 중국어 간체자: 陈岱孙, 정체자: 陳岱孫, 1900년 10월 20일 ~ 1997년 7월 27일)은 중화민국과 중화인민공화국의 전 경제학자이다.

## 약력
천다이쑨은 푸젠성에서 태어났으며 1920년 베이징의 칭화 대학을 나온 후 미국 위스콘신 대학 경제학과를 1922년에 졸업하였다. 미국의 하버드 대학에서 경제사로 석사를 졸업한 뒤 1926년에 동 대학에서 경제법과 국제 금융법 전공으로 박사 학위를 취득하였다. 1927년에 칭화 대학 경제학 교수, 1928년 국립 칭화 대학의 경제학과 주임 교수를 맡았으며, 1930년에는 국립 칭화 대학 법학원에 경제법 분야를 개설하고 담당 교수를 역임하기도 하였다. 1937년 중일 전쟁 이후로는 국민 정부의 국립 창사 임시대학과 쿤밍의 국립 서남 연합대학에서 경제학과 주임 교수 등을 역임하였다. 중일전쟁에서 중화민국이 승전국이 된 이후에는 베이핑의 국립 칭화 대학의 경제학부 복원에 힘을 쏟았으며, 1948년 이후 국공 전쟁에서 중화민국 난징 정부가 패퇴한 이후는 많은 동료 교수들과 함께 베이징의 칭화 대학에 남아서 중화인민공화국 베이징 인민 정부 하에서 사회주의적 경제 발전의 방안과 계획을 연구하였다. 천다이쑨은 1952년 초까지 동 대학에서 경제학부 교수 직에 있었다. 그러나, 아시아 공산화를 연달아 꾀한 구소련, 북한과 중공 등에 의해서 한국전쟁이 벌어진 이후로, 마오쩌둥과 저우언라이의 중공 정부는 이를 계기로 칭화 대학의 문과, 이과 대학과 경제, 공학 일부 부문 등의 해산을 주도하여 칭화대를 동아시아 공산화의 희생양의 하나로 삼고자 하였고, 천다이쑨은 마오쩌둥의 베이징 대학 등에 강제로 전출되어 교편을 잡았다. 칭화대는 주룽지 전 국무원 총리가 1984년에 이르러 공학원 관리과학 기반 위에서 경제, 경영, 인사, 회계, 금융 등 전공을 포함하는 칭화 대학의 경제관리학원을 다시 설립하였다.